# Джамалов, Камал Давлятович
Камал Давлятович Джамалов (1920—1977) — старший сержант Рабоче-крестьянской Красной Армии, участник Великой Отечественной войны, Герой Советского Союза (1943).

## Биография
Камал Джамалов родился 15 июля 1920 года в кишлаке Лоша (ныне — Бухарский район Бухарской области Узбекистана) в семье крестьянина. Окончил семь классов школы, после чего работал в колхозе. В 1940 году Джамалов был призван на службу в Рабоче-крестьянскую Красную Армию. С марта 1943 года — на фронтах Великой Отечественной войны. К сентябрю 1943 года красноармеец Камал Джамалов был сапёром 129-го отдельного инженерно-сапёрного батальона 8-й инженерно-сапёрной бригады 7-й гвардейской армии Степного фронта. Отличился во время битвы за Днепр.
25 сентября 1943 года Джамалов совершил 38 рейсов через Днепр к юго-востоку от города Кременчуга Полтавской области Украинской ССР, переправив несколько сотен советских солдат и офицеров на западный берег Днепра.
Указом Президиума Верховного Совета СССР от 26 октября 1943 года за «образцовое выполнение боевых заданий командования на фронте борьбы с немецкими захватчиками и проявленные при этом мужество и героизм» гвардии красноармеец Камал Джамалов был удостоен высокого звания Героя Советского Союза с вручением ордена Ленина и медали «Золотая Звезда» за номером 1505.
После окончания войны Джамалов был демобилизован. Вернулся на родину, работал заместителем председателя колхоза. Умер 8 ноября 1977 года.
Был также награждён орденом Красной Звезды и рядом медалей.
В честь Джамалова названы улицы в Вабкенте и средняя школа.